# Agromyza aristata
Agromyza aristata este o specie de muște din genul Agromyza, familia Agromyzidae, descrisă de Malloch în anul 1915. Conform Catalogue of Life specia Agromyza aristata nu are subspecii cunoscute.